# Gabriela Svobodová
Gabriela Svobodová, z domu Sekajová (ur. 27 lutego 1953 w Kremnicy) – słowacka biegaczka narciarska reprezentująca Czechosłowację, medalistka olimpijska i medalistka mistrzostw świata.
Jej córka – Gabriela Koukalová uprawia biathlon.

## Kariera
Igrzyska olimpijskie w Innsbrucku w 1976 były jej olimpijskim debiutem. W swoim najlepszym starcie indywidualnym, w biegu na 5 km techniką klasyczną zajęła 13. miejsce. Podczas igrzysk olimpijskich w Lake Placid jej najlepszym wynikiem indywidualnym było 19. miejsce w biegu na 10 km stylem klasycznym. Ponadto wraz z koleżankami zajęła 4. miejsce w sztafecie. Czechosłowaczki przegrały walkę o brązowy medal z reprezentantkami Norwegii. W składzie czechosłowackiej sztafety 4 × 5 km zdobyła srebrny medal olimpijski na igrzyskach w Sarajewie w 1984 roku. Na tych samych igrzyskach w konkurencjach indywidualnych była 14. na 10 km stylem klasycznym i 15. na 5 km stylem dowolnym (na obu dystansach triumfowała Finka Marja-Liisa Kirvesniemi).
Svobodová reprezentowała kraj także na mistrzostwach świata w Oslo w 1982 roku. Zajęła tam 13. miejsce na 10 km stylem dowolnym. Na tych samych mistrzostwach wraz z koleżankami zajęła 5. miejsce w sztafecie. Na kolejnych mistrzostwa świata w Seefeld in Tirol w 1985 zajęła 5. miejsce w sztafecie.
Najlepsze wyniki w Pucharze Świata osiągała w sezonie 1981/1982, kiedy to zajęła 13. miejsce w klasyfikacji generalnej.

## Osiągnięcia

### Igrzyska olimpijskie
| Miejsce | Dzień     | Rok  | Miejscowość | Konkurencja             | Czas biegu | Strata   | Zwyciężczyni           |
| ------- | --------- | ---- | ----------- | ----------------------- | ---------- | -------- | ---------------------- |
| 13.     | 7 lutego  | 1976 | Innsbruck   | 5 km stylem klasycznym  | 15:48,69   | +1:04,53 | Helena Takalo          |
| 19.     | 10 lutego | 1976 | Innsbruck   | 10 km stylem klasycznym | 30:13,41   | +2:15,35 | Raisa Smietanina       |
| 6.      | 12 lutego | 1976 | Innsbruck   | Sztafeta 4 × 5 km       | 1:07:49,75 | +3:38,08 | ZSRR                   |
| 20.     | 15 lutego | 1980 | Lake Placid | 5 km stylem klasycznym  | 15:06,92   | +54,49   | Raisa Smietanina       |
| 19.     | 18 lutego | 1980 | Lake Placid | 10 km stylem klasycznym | 30:31,54   | +1:51,51 | Barbara Petzold        |
| 4.      | 21 lutego | 1980 | Lake Placid | Sztafeta 4 × 5 km       | 1:02:11,10 | +2:20,29 | NRD                    |
| 14.     | 9 lutego  | 1984 | Sarajewo    | 10 km stylem klasycznym | 31:44,2    | +1:44,9  | Marja-Liisa Hämäläinen |
| 15.     | 12 lutego | 1984 | Sarajewo    | 5 km stylem klasycznym  | 17:04,0    | +55,8    | Marja-Liisa Hämäläinen |
| 2.      | 15 lutego | 1984 | Sarajewo    | Sztafeta 4 × 5 km       | 1:06:49,7  | +45,0    | Norwegia               |

### Mistrzostwa świata
| Miejsce | Dzień       | Rok  | Miejscowość      | Konkurencja            | Czas biegu | Strata  | Zwyciężczyni    |
| ------- | ----------- | ---- | ---------------- | ---------------------- | ---------- | ------- | --------------- |
| 12.     | 18 lutego   | 1974 | Falun            | 5 km stylem klasycznym | 15:17,42   | +40,21  | Galina Kułakowa |
| 3.      | 24 lutego   | 1974 | Falun            | Sztafeta 4 × 5 km      | 1:02:57,39 | +55,18  | ZSRR            |
| 13.     | 19 lutego   | 1982 | Oslo             | 10 km stylem dowolnym  | 29:25,9    | -       | Berit Aunli     |
| 5.      | 24 lutego   | 1982 | Oslo             | Sztafeta 4 × 5 km      | 1:02:15,9  | +1:19,0 | Norwegia        |
| 5.      | 23 stycznia | 1985 | Seefeld in Tirol | Sztafeta 4 × 5 km      | 1:04:50,1  | +2:12,1 | ZSRR            |

### Puchar Świata

#### Miejsca w klasyfikacji generalnej
- sezon 1981/1982: 13.
- sezon 1982/1983: 33.
- sezon 1983/1984: 20.

#### Miejsca na podium (po 1982 r.)
| Nr | Dzień       | Rok  | Miejscowość               | Konkurencja            | Czas biegu | Strata | Miejsce | Zwycięzca     |
| -- | ----------- | ---- | ------------------------- | ---------------------- | ---------- | ------ | ------- | ------------- |
| 1. | 22 stycznia | 1982 | Furtwangen im Schwarzwald | 5 km stylem klasycznym | ?          | ?      | 2       | Květa Jeriová |